# Hermine Straßmann-Witt
Pour les articles homonymes, voir Witt.
Hermine Anna Witt épouse Strassmann (née le 11 janvier 1868 à Aix-la-Chapelle, morte le 20 décembre 1946 à Berlin) est une actrice allemande.

## Biographie
Hermine Witt est la fille des acteurs Julius et Fanny Witt. Elle fait sa première apparition enfant à Düsseldorf en 1880. En 1889, elle est engagée au théâtre de Leipzig. En 1891, elle quitte l'ensemble et la scène avec son mari Julius Straßmann et se retire dans un premier temps dans la vie privée. Entre-temps, elle participe à la tournée américaine de son mari. Lorsque Julius Straßmann reprend la direction du Deutsches Theater de Hanovre en 1901, elle revint également sur scène.
De 1919 à 1922, Hermine Straßmann-Witt apparaît également à plusieurs reprises au moment du cinéma muet. On ne sait actuellement rien de sa vie ultérieure. Elle meurt à Berlin en 1946.
Sa sœur est Lotte Witt (de), ses beaux-parents sont Josef Julius Straßmann (de) et Marie Straßmann. Ces trois-là étaient également acteurs.

## Filmographie
- 1919 : Die Augen im Walde
- 1919 : Kameraden
- 1919 : Das Lied der Tränen
- 1919 : Irenes Fehltritt
- 1919 : Der Wirrwarr
- 1919 : Das Glück der Irren
- 1920 : Glasprinzessin
- 1920 : Das Frauenhaus von Brescia
- 1920 : Verlogene Moral
- 1920 : Die Frau im Himmel
- 1921 : Julot, l'Apache
- 1921 : Die Furcht vor dem Weibe
- 1921 : Le Rail
- 1921 : Sturmflut des Lebens
- 1922 : Zwischen Tag und Traum